# Krzysztof Skóra (biolog)
Krzysztof Edward Skóra (ur. 30 września 1950 w Gdyni, zm. 12 lutego 2016 w Gdańsku) – polski biolog, profesor nauk o Ziemi, specjalista z zakresu ichtiologii (biologii i ekologii ryb strefy przybrzeżnej Bałtyku), oceanografii biologicznej, ochrony przyrody morza i ssaków morskich, nauczyciel akademicki Uniwersytetu Gdańskiego.

## Życiorys

### Edukacja
Ukończył III Liceum Ogólnokształcące im. Marynarki Wojennej RP w Gdyni, gdzie mieszkał do roku 1977, a następnie oceanografię, zdobywając kolejno tytuł magistra z zakresu oceanografii biologicznej w 1973, stopień doktora nauk przyrodniczych w zakresie oceanologii w 1985, a w 2004 roku habilitował się na podstawie dorobku naukowego oraz pracy pt. Zagrożenia naturalnej różnorodności gatunkowej nektonu Zatoki Gdańskiej na Wydziale Biologii, Geografii i Oceanologii Uniwersytetu Gdańskiego. W 2014 otrzymał tytuł profesora w dziedzinie nauk o Ziemi.
Pierwsze badania prowadzone były w kierunku ichtiofauny bałtyckiej. Brał udział w trzech wyprawach morskich w rejon Antarktyki Zachodniej, co zwróciło jego uwagę na problematykę dotyczącą ryb Oceanu Południowego.

### Stacja Morska Instytutu Oceanografii Uniwersytetu Gdańskiego
Zawodową karierę rozpoczął od stanowiska asystenta naukowo-technicznego w Instytucie Oceanografii Uniwersytetu Gdańskiego w Gdyni w 1973 roku.

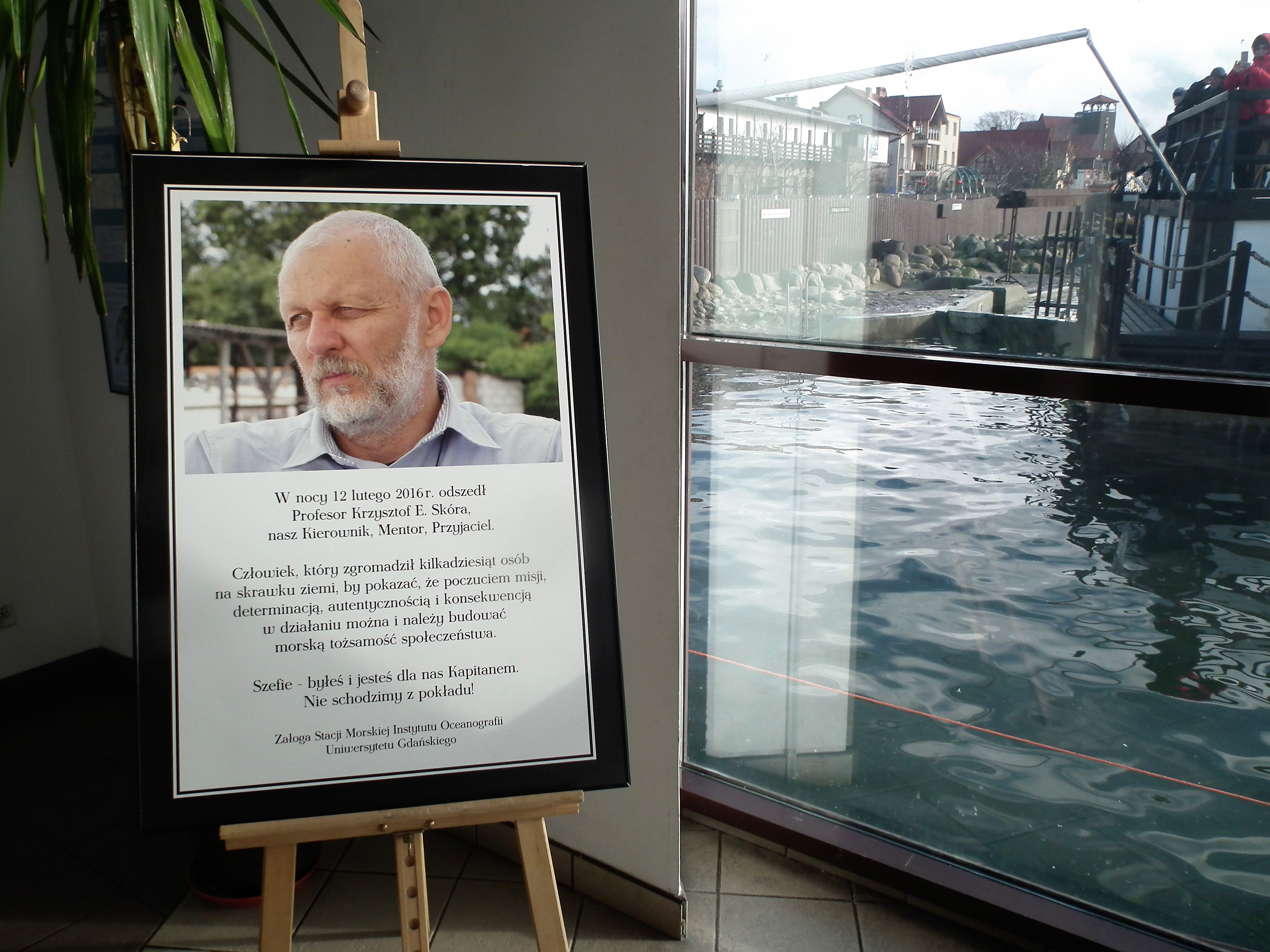
Tablica pamiątkowa w helskim fokarium.

Z jego inicjatywy oraz pod jego kierownictwem w 1977 roku rozpoczął przekształcanie placówki Instytutu – Morskiego Laboratorium terenowego w Helu, założonego w starym budynku wędzarni przedsiębiorstwa połowowego, w nowoczesny budynek badawczy znany dzisiaj jako Stacja Morska, której inauguracja miała miejsce w 1992 roku. W późniejszych latach kompleks powiększył się o bazę noclegową oraz fokarium.
Są tam prowadzone prace m.in. nad przywróceniem populacji szarych fok na polskim wybrzeżu.
W trakcie badań ichtiologicznych coraz większą uwagę skupiał także na obserwacji skrajnie zagrożonych gatunków występujących w Bałtyku, między innymi były to foki oraz morświny. Od tamtego czasu placówka kontynuuje badania nad biologią oraz ekologią ssaków morskich występujących w polskiej strefie Morza Bałtyckiego, a także inwentaryzację oraz analizę zagrożeń w celu jak najskuteczniejszej ich ochrony.
31 marca 2016 Senat Uniwersytetu Gdańskiego nadał Stacji Morskiej imię Profesora Krzysztofa Skóry. Po śmierci profesora funkcję kierownika Stacji Morskiej przejęła dr Iwona Pawliczka vel Pawlik.

## Wyróżnienia
Był członkiem Komitetu Badań Morza, Państwowej Rady Ochrony Przyrody oraz Polskiej Akademia Nauk: Wydział VII – Nauk o Ziemi i Nauk Górniczych.
Był autorem ponad 100 publikacji naukowych.
Był laureatem Szwedzkiej Nagrody Bałtyku (Swedish Baltic Sea Water Award) 2008, przyznawanej za istotny wkład w ochronę wód Bałtyku, a ustanowionej przez rząd szwedzki w 1999. Nagroda została przyznana podczas Światowego Tygodnia Wody. Krzysztof Skóra był pierwszym, który otrzymał ją jako osoba prywatna. Do 2008 laureatami tej nagrody zostawały instytucje.
Odznaczony został również przez European Cetacean Society Conservation Award za działalność na rzecz ochrony ssaków morskich, Baltic Sea Found Prize w 2005, Medalem Komisji Edukacji Narodowej czy odznaką honorową Ministra Środowiska za zasługi dla Ochrony Środowiska i Gospodarki Wodnej.
28 stycznia 2009 otrzymał Medal im. Eugeniusza Kwiatkowskiego „za wybitne zasługi dla Gdyni” oraz odznaczenie Zasłużony dla Miasta Helu.

## Śmierć

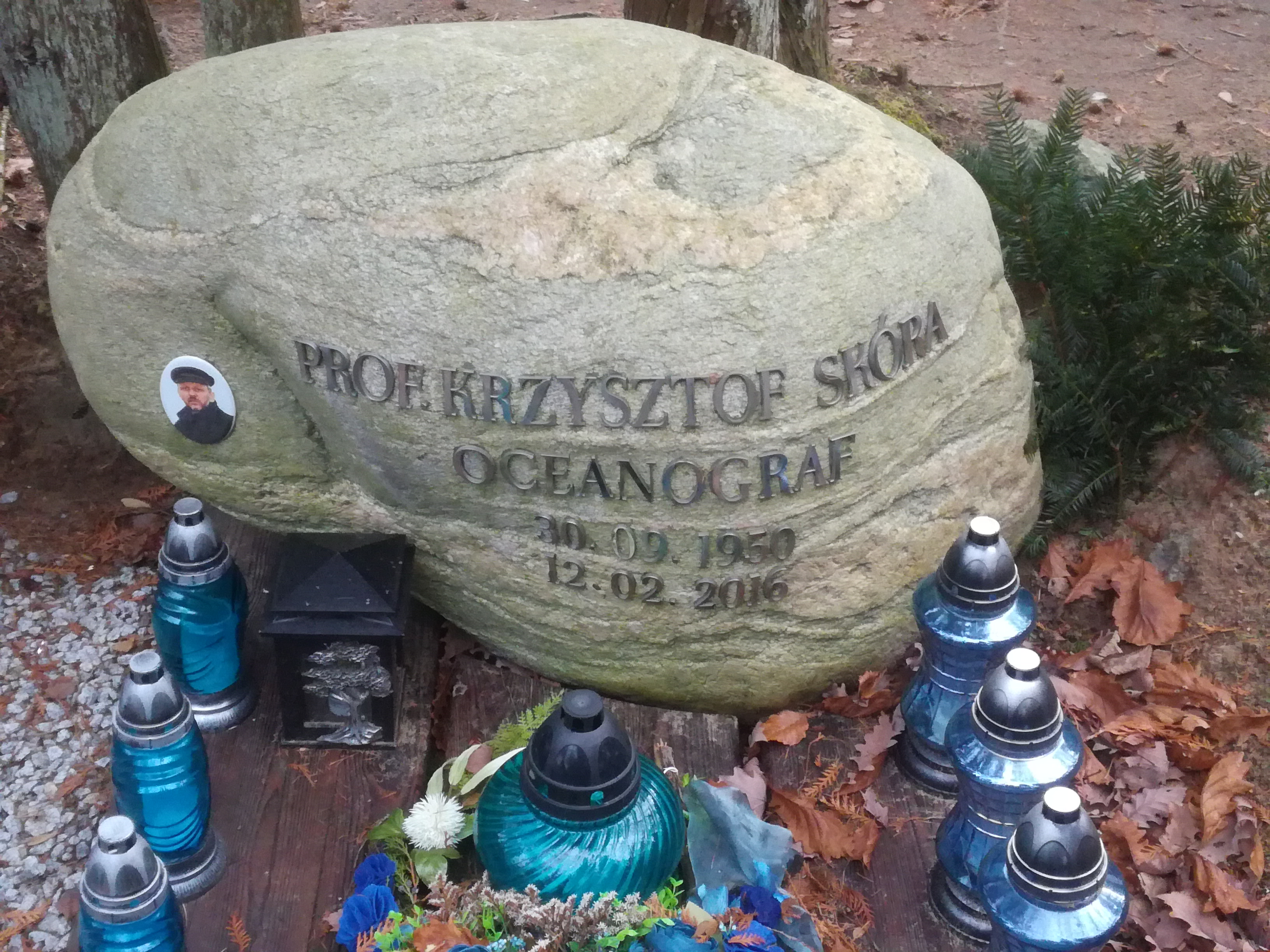
Grób profesora Krzysztofa Skóry na cmentarzu Witomińskim

Profesor Krzysztof Skóra zmarł 12 lutego 2016 roku w wieku 65 lat w wyniku powikłań pogrypowych. Uroczystość pogrzebowa miała miejsce kilka dni później, 20 lutego na cmentarzu Witomińskim w Gdyni, gdzie pochowana została urna (kwatera 59-22-5). Na pogrzebie pojawił się między innymi wieloletni przyjaciel profesora, były prezydent Rzeczypospolitej Polskiej Aleksander Kwaśniewski.